# Cantó de Cerizay
El cantó de Cerizay és un cantó francès del departament de Deux-Sèvres, situat al districte de Bressuire. Té 10 municipis i el cap és Cerizay.

## Municipis
- Bretignolles
- Cerizay
- Cirières
- Combrand
- Courlay
- La Forêt-sur-Sèvre
- Le Pin
- Montravers
- Saint-André-sur-Sèvre
- Saint-Jouin-de-Milly

## Història
| Data d'elecció                           | Identitat                | Partit           | Qualitat |
| ---------------------------------------- | ------------------------ | ---------------- | -------- |
| 1945-1967                                | Jean Salliard du Rivault | CNI              |          |
| 1967-1977                                | Georges Galichon         | UDR              |          |
| 1977-1985                                | M. Marchand              | UDF              |          |
| 1985-2004                                | Armelle Guinebertière    | RPR, després UMP |          |
| 2004-                                    | Johnny Brosseau          | PS               |          |
| les dades anteriors no són pas conegudes |                          |                  |          |
|                                          |                          |                  |          |

## Demografia
| A partir de 1990: Població sense dobles comptes |